# Crosey-le-Petit
Crosey-le-Petit là một xã của tỉnh Doubs, thuộc vùng Bourgogne-Franche-Comté, miền đông nước Pháp.

## Dân số
Điều tra dân số năm 1999, xã này có dân số là 104.
Ước lượng năm 2004 là 103.